# Racek krátkozobý
Racek krátkozobý (Rissa brevirostris) je středně velkým druhem racka z rodu Rissa.

## Popis
Dospělí ptáci mají bílou hlavu, tělo a ocas, šedý hřbet a šedá křídla s černými špičkami; zobák je žlutý. Od blízce příbuzného racka tříprstého (Rissa tridactyla) se liší červeným zbarvením nohou (černé u racka tříprstého). Mladí ptáci jsou mezi všemi druhy racků unikátní absencí tmavé ocasní pásky (ocas je čistě bílý).

## Výskyt
Racci krátkozobí hnízdí v oblasti Beringova moře a Aleut, v zimě se rozptyluje jižně od arktického ledu v severním Tichém oceánu. Zatoulaní ptáci byli zjištění ve vnitrozemí Aljašky a na jih po Oregon a Nevadu ve Spojených státech.

## Galerie

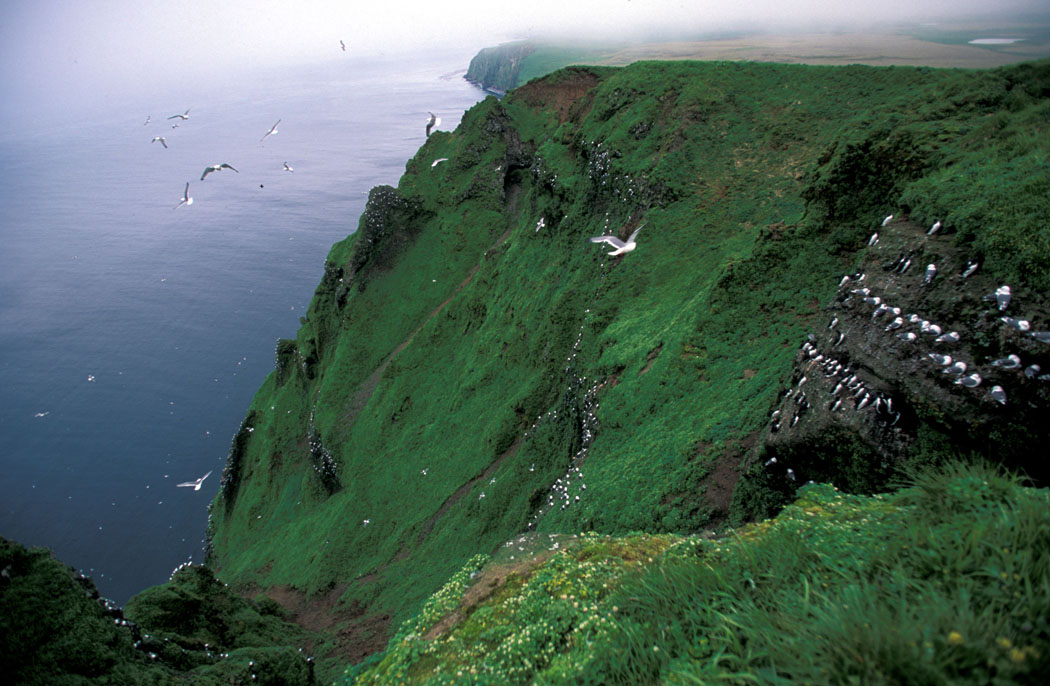
Kolonie racků krátkozobých na Ostrově sv. Jiří (Aljaška)
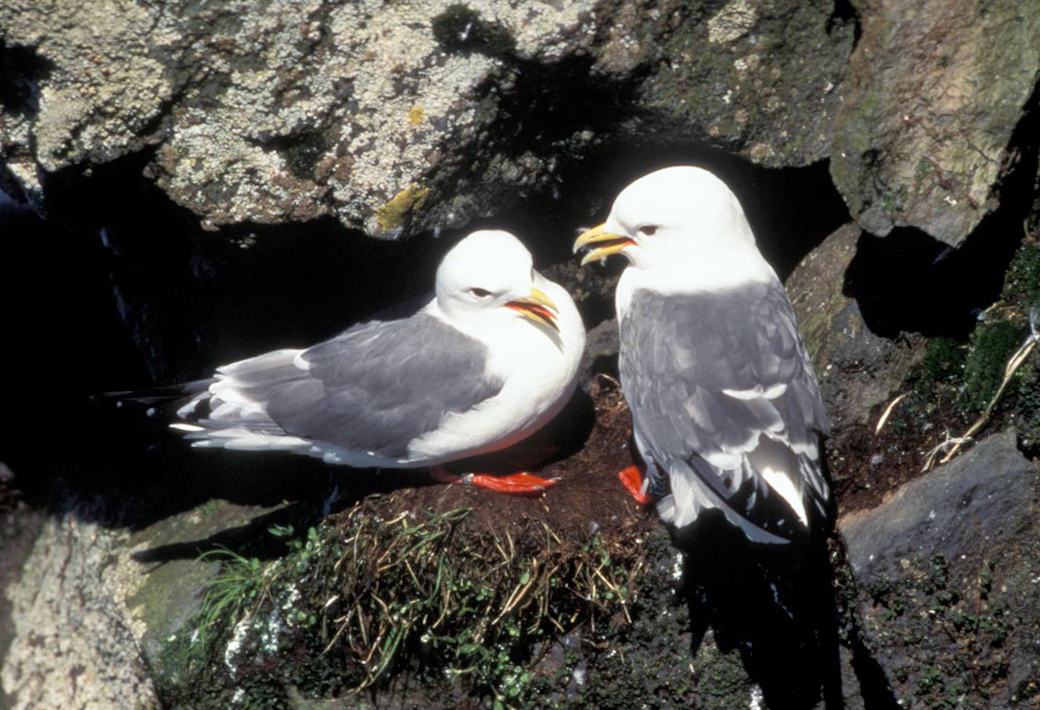
Ptáci v kolonii
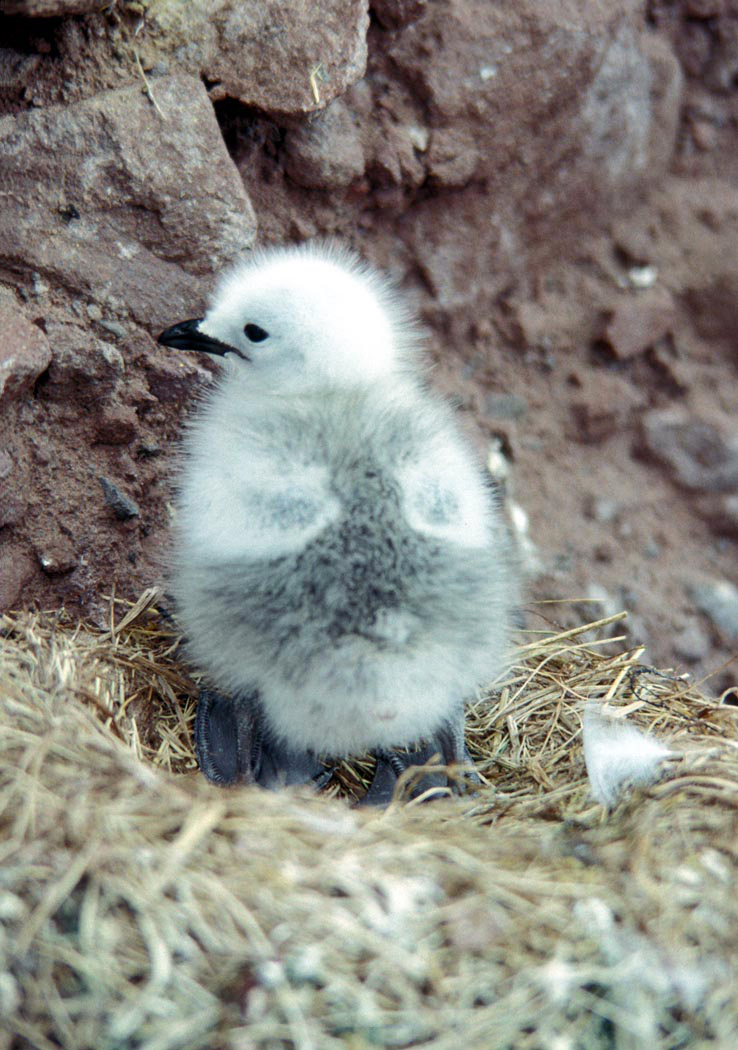
Mládě racka krátkozobého